# Liste der Naturschutzgebiete im Kreis Ostholstein
Im Kreis Ostholstein gibt es 16 Naturschutzgebiete.
| Name des Gebietes                                            | Bild           | Kennung | WDPA      | Landkreis / Stadt | Beschreibung / Bemerkungen | Standort | Fläche in Hektar | Datum der Verordnung |
| ------------------------------------------------------------ | -------------- | ------- | --------- | ----------------- | -------------------------- | -------- | ---------------- | -------------------- |
| Aalbeek-Niederung                                            | weitere Bilder | 118     | 162036    | Kreis Ostholstein |                            | Position | 349              | 31.12.1984           |
| Barkauer See und Umgebung                                    | weitere Bilder | 32      | 81365     | Kreis Ostholstein |                            | Position | 137              | 11.11.1982           |
| Graswarder / Heiligenhafen                                   |                | 69      | 81751     | Kreis Ostholstein |                            | Position | 229              | 29.12.1987           |
| Grüner Brink                                                 | weitere Bilder | 17      | 81778     | Kreis Ostholstein |                            | Position | 134              | 22.12.1989           |
| Kasseedorfer Teiche und Umgebung                             |                | 170     | 164033    | Kreis Ostholstein |                            | Position | 132              | 22.08.1996           |
| Krummsteert-Sulsdorfer Wiek / Fehmarn                        | weitere Bilder | 90      | 164270    | Kreis Ostholstein |                            | Position | 395              | 22.01.2013           |
| Lübbersdorfer Kiesgrube                                      |                | 132     | 164511    | Kreis Ostholstein |                            | Position | 8                | 22.12.1989           |
| Middelburger Seen                                            | weitere Bilder | 181     | 318782    | Kreis Ostholstein |                            | Position | 123              | 09.12.1999           |
| Neustädter Binnenwasser                                      | weitere Bilder | 119     | 164800    | Kreis Ostholstein |                            | Position | 330              | 31.12.1984           |
| Nördliche Seeniederung Fehmarn                               |                | 206     | 555588699 | Kreis Ostholstein |                            | Position | 751              | 22.07.2014           |
| Oldenburger Bruch                                            |                | 175     | 318913    | Kreis Ostholstein |                            | Position | 358              | 07.12.1998           |
| Ruppersdorfer See                                            | weitere Bilder | 180     | 319025    | Kreis Ostholstein |                            | Position | 80               | 01.11.1999           |
| Sielbektal, Kreuzkamper Seenlandschaft und umliegende Wälder | weitere Bilder | 205     | 555702142 | Kreis Ostholstein |                            | Position | 209              | 11.08.2015           |
| Wallnau / Fehmarn                                            | weitere Bilder | 89      | 82862     | Kreis Ostholstein |                            | Position | 297              | 23.12.1987           |
| Weißenhäuser Brök                                            | weitere Bilder | 42      | 82885     | Kreis Ostholstein |                            | Position | 57               | 19.08.1942           |
| Wesseker See                                                 |                | 58      | 82900     | Kreis Ostholstein |                            | Position | 246              | 03.02.1961           |

## Quelle
- www.schleswig-holstein.de,Liste Naturschutzgebiete (Version vom Januar 2016)
- Common Database on Designated Areas Datenbank, Version 14